# Damascus (Maryland)
Damascus és una concentració de població designada pel cens dels Estats Units a l'estat de Maryland. Segons el cens del 2000 tenia 11.430 habitants.

## Demografia
Segons el cens del 2000, Damascus tenia 11.430 habitants, 3.710 habitatges, i 3.079 famílies. La densitat de població era de 458,7 habitants per km².
Dels 3.710 habitatges en un 52,7% hi vivien nens de menys de 18 anys, en un 68% hi vivien parelles casades, en un 11,3% dones solteres, i en un 17% no eren unitats familiars. En el 13,1% dels habitatges hi vivien persones soles el 3,3% de les quals corresponia a persones de 65 anys o més que vivien soles. El nombre mitjà de persones vivint en cada habitatge era de 3,08 i el nombre mitjà de persones que vivien en cada família era de 3,38.
Per edats la població es repartia de la següent manera: un 34% tenia menys de 18 anys, un 6% entre 18 i 24, un 33,6% entre 25 i 44, un 21,1% de 45 a 60 i un 5,3% 65 anys o més.
L'edat mediana era de 34 anys. Per cada 100 dones de 18 o més anys hi havia 91,6 homes.
La renda mediana per habitatge era de 71.447 $ i la renda mediana per família de 76.462 $. Els homes tenien una renda mediana de 51.590 $ mentre que les dones 38.731 $. La renda per capita de la població era de 26.659 $. Entorn del 4,2% de les famílies i el 5,3% de la població estaven per davall del llindar de pobresa.

## Poblacions properes
El següent diagrama mostra les poblacions més properes.